# Braunschweiger Turn- und Sportverein Eintracht von 1895 2022-2023
Questa voce raccoglie le informazioni riguardanti il Braunschweiger Turn- und Sportverein Eintracht von 1895 nelle competizioni ufficiali della stagione 2022-2023.

## Stagione
Nella stagione 2022-2023 l'Eintracht Braunschweig, allenato da Michael Schiele, concluse il campionato di 2. Bundesliga al 15º posto. In Coppa di Germania l'Eintracht Braunschweig fu eliminato al secondo turno dal Wolfsburg.

## Rosa
| N. |                                 | Ruolo | Calciatore           |
| -- | ------------------------------- | ----- | -------------------- |
| 1  | Germania (bandiera)             | P     | Ron-Thorben Hoffmann |
| 3  | Svizzera (bandiera)             | D     | Saulo Decarli        |
| 4  | Germania (bandiera)             | C     | Jannis Nikolaou      |
| 5  | Germania (bandiera)             | D     | Philipp Strompf      |
| 6  | Germania (bandiera)             | C     | Bryan Henning        |
| 7  | Germania (bandiera)             | A     | Maurice Multhaup     |
| 8  | Germania (bandiera)             | A     | Mehmet Ibrahimi      |
| 9  | Germania (bandiera)             | A     | Manuel Wintzheimer   |
| 10 | Paesi Bassi (bandiera)          | C     | Immanuël Pherai      |
| 11 | Germania (bandiera)             | A     | Luc Ihorst           |
| 13 | Germania (bandiera)             | A     | Tarsis Bonga         |
| 14 | Nigeria (bandiera)              | A     | Anthony Ujah         |
| 15 | Belgio (bandiera)               | D     | Nathan de Medina     |
| 16 | Bosnia ed Erzegovina (bandiera) | P     | Jasmin Fejzić        |
| 18 | Croazia (bandiera)              | D     | Filip Benković       |

| N. |                      | Ruolo | Calciatore               |
| -- | -------------------- | ----- | ------------------------ |
| 19 | Germania (bandiera)  | D     | Anton Donkor             |
| 20 | Germania (bandiera)  | A     | Lion Lauberbach          |
| 21 | Giappone (bandiera)  | C     | Keita Endō               |
| 22 | Venezuela (bandiera) | A     | Enrique Peña             |
| 23 | Germania (bandiera)  | C     | Danilo Wiebe             |
| 25 | Germania (bandiera)  | C     | Emil Kischka             |
| 26 | Germania (bandiera)  | D     | Jan-Hendrik Marx         |
| 27 | Germania (bandiera)  | D     | Niko Kijewski            |
| 29 | Turchia (bandiera)   | D     | Hasan Kuruçay            |
| 30 | Germania (bandiera)  | D     | Brian Behrendt           |
| 35 | Germania (bandiera)  | P     | Lennart Schulze Kökelsum |
| 37 | Germania (bandiera)  | C     | Fabio Kaufmann           |
| 39 | Germania (bandiera)  | C     | Robin Krauße             |
| 44 | Germania (bandiera)  | D     | Linus Gechter            |

## Organigramma societario
Area tecnica
- Allenatore: Jens Härtel
- Allenatore in seconda: Matthias Lust, Marc Pfitzner, Ronny Thielemann
- Preparatore dei portieri: Manfred Petz
- Preparatori atletici: Philipp Kunz, Janning Michels

## Calciomercato

### Sessione estiva
| Acquisti | Acquisti             | Acquisti          | Acquisti |
| R.       | Nome                 | da                | Modalità |
| -------- | -------------------- | ----------------- | -------- |
| D        | Filip Benković       | Udinese           |          |
| D        | Nathan de Medina     | Arminia Bielefeld |          |
| A        | Anthony Ujah         | Union Berlino     |          |
| C        | Keita Endō           | Union Berlino     |          |
| D        | Saulo Decarli        | Bochum            |          |
| D        | Anton Donkor         | Waldhof Mannheim  |          |
| P        | Ron-Thorben Hoffmann | Sunderland        |          |
| A        | Mehmet Ibrahimi      | RB Lipsia         |          |
| C        | Immanuël Pherai      | Borussia Dortmund |          |

| Cessioni | Cessioni          | Cessioni             | Cessioni |
| R.       | Nome              | a                    | Modalità |
| -------- | ----------------- | -------------------- | -------- |
| A        | Yari Otto         | Verl                 |          |
| A        | Benjamin Girth    | Duisburg             |          |
| D        | Luis Görlich      | PEC Zwolle           |          |
| P        | Yannick Bangsow   | Alemannia Aquisgrana |          |
| P        | Julian Bauer      | Saarbrücken          |          |
| C        | Jomaine Consbruch | Arminia Bielefeld    |          |
| A        | Fabrice Hartmann  | RB Lipsia            |          |
| D        | Jannis Kleeberg   | Berliner AK 07       |          |
| C        | Martin Kobylański | Monaco 1860          |          |
| A        | Sebastian Müller  | Hallescher           |          |

### Sessione invernale
| Acquisti | Acquisti           | Acquisti        | Acquisti |
| R.       | Nome               | da              | Modalità |
| -------- | ------------------ | --------------- | -------- |
| A        | Tarsis Bonga       | Bochum          |          |
| D        | Hasan Kuruçay      | Hamarkameratene |          |
| A        | Manuel Wintzheimer | Norimberga      |          |
| D        | Linus Gechter      | Hertha Berlino  |          |

| Cessioni | Cessioni        | Cessioni         | Cessioni |
| R.       | Nome            | a                | Modalità |
| -------- | --------------- | ---------------- | -------- |
| D        | Michael Schultz | Viktoria Colonia |          |

## Risultati

### 2. Bundesliga

#### Girone di andata
| Arbitro: | Gerach |

|  |           |                  |
|  | Marcatori | 67’, 76’ Glatzel |

| Arbitro: | Aytekin |

|                                              |           |  |
| Strompf 10’ (aut.) Kleindienst 61’ Sessa 89’ | Marcatori |  |

| Arbitro: | Burda |

|  |           |                 |
|  | Marcatori | 86’ Vilhelmsson |

| Arbitro: | Haslberger |

|                                |           |  |
| Skrzybski 12’, 73’ Pichler 82’ | Marcatori |  |

| Arbitro: | Dankert |

|                       |           |                         |
| Krauße 56’ Donkor 70’ | Marcatori | 61’ Gavory 71’ Sobottka |

| Arbitro: | Cortus |

|                                           |           |            |
| Lasme 30’ Hüsing 36’ Hack 39’ Okugawa 69’ | Marcatori | 58’ Pherai |

| Arbitro: | Alt |

|                                       |           |                      |
| Kaufmann 13’, 61’ Ujah 44’ Pherai 59’ | Marcatori | 10’ Castrop 29’ Duah |

| Arbitro: | Ittrich |

|             |           |          |
| Nielsen 77’ | Marcatori | 69’ Ujah |

| Arbitro: | Braun |

|               |           |              |
| Ujah 44’, 72’ | Marcatori | 54’ Wanitzek |

| Arbitro: | Schröder |

|            |           |                |
| Tomiak 55’ | Marcatori | 52’ Lauberbach |

| Arbitro: | Stegemann |

|                 |           |              |
| Pherai 77’, 90’ | Marcatori | 68’ Saliakas |

| Arbitro: | Petersen |

|  |           |                              |
|  | Marcatori | 51’ (aut.) Condé 90’ Henning |

| Braunschweig 22 ottobre 2022, ore 13:00 CEST 13ª giornata | Eintracht Braunschweig | 0 – 0 referto | Paderborn | Eintracht-Stadion (16 844 spett.)\| Arbitro: \| Lechner \| |
| Arbitro:                                                  | Lechner                |               |           |                                                            |

| Arbitro: | Sather |

|                           |           |                     |
| Bachmann 65’ Kinsombi 80’ | Marcatori | 52’ Ujah 74’ Donkor |

| Arbitro: | Waschitzki-Günther |

|  |           |          |
|  | Marcatori | 41’ Sieb |

| Arbitro: | Petersen |

|              |           |                |
| Makridis 11’ | Marcatori | 15’ Lauberbach |

| Arbitro: | Bacher |

|  |           |               |
|  | Marcatori | 60’ Ingelsson |

#### Girone di ritorno
| Arbitro: | Hartmann |

|                                    |           |                        |
| Glatzel 3’, 49’ Heyer 17’ Reis 90’ | Marcatori | 30’ Kaufmann 81’ Wiebe |

| Arbitro: | Haslberger |

|                                |           |  |
| Wintzheimer 72’ Lauberbach 90’ | Marcatori |  |

| Arbitro: | Kampka |

|                      |           |                        |
| Honsak 82’ Tietz 90’ | Marcatori | 52’ (rig.) Wintzheimer |

| Arbitro: | Winter |

|                        |           |                                      |
| Multhaup 57’ Wiebe 69’ | Marcatori | 14’ Reese 22’ Friðjónsson 48’ Becker |

| Arbitro: | Waschitzki-Günther |

|                                    |           |                        |
| Kownacki 1’ Klarer 25’ Niemiec 85’ | Marcatori | 62’ (aut.) Kastenmeier |

| Arbitro: | Aytekin |

|                          |           |                                      |
| Pherai 22’, 34’ Ujah 72’ | Marcatori | 6’ (aut.) Fejzić 11’ Lasme 20’ Ramos |

| Arbitro: | Gerach |

|                         |           |  |
| Hübner 69’ Gyamerah 81’ | Marcatori |  |

| Arbitro: | Ittrich |

|              |           |  |
| Nikolaou 90’ | Marcatori |  |

| Arbitro: | Lechner |

|            |           |               |
| Jensen 68’ | Marcatori | 3’ Lauberbach |

| Arbitro: | Stegemann |

|          |           |  |
| Ujah 76’ | Marcatori |  |

| Arbitro: | Hartmann |

|           |           |                             |
| Medić 85’ | Marcatori | 1’ Multhaup 25’ Wintzheimer |

| Arbitro: | Bacher |

|          |           |                      |
| Ujah 69’ | Marcatori | 22’ Kwarteng 62’ Itō |

| Arbitro: | Cortus |

|                                                     |           |          |
| Justvan 28’ Obermair 45’ Conteh 51’ Srbeny 90’, 90’ | Marcatori | 53’ Ujah |

| Arbitro: | Siebert |

|                        |           |           |
| Decarli 82’ Donkor 89’ | Marcatori | 88’ Žirov |

| Arbitro: | Hartmann |

|                |           |                     |
| Green 23’, 54’ | Marcatori | 10’ Ujah 47’ Pherai |

| Arbitro: | Burda |

|           |           |                        |
| Pherai 2’ | Marcatori | 21’ Makridis 49’ Owusu |

| Arbitro: | Schlager |

|                      |           |                   |
| Fröde 58’ Breier 90’ | Marcatori | 69’ (rig.) Pherai |

### Coppa di Germania
| Arbitro: | Stieler |

|                                                            |                      |                                                      |
| Behrendt 63’ (rig.) Lauberbach 66’ Pherai 91’ Henning 118’ | Marcatori            | 10’ Selke 42’ Maolida 103’ Tousart 106’ Lukébakio    |
| Pherai Marx Nikolaou Donkor Behrendt Krauße Henning        | Tiri di rigore 6 – 5 | Darida Kenny Plattenhardt Jovetić Ejuke Šunjić Kempf |

| Arbitro: | Schlager |

|              |           |                          |
| Multhaup 40’ | Marcatori | 8’ Svanberg 65’ Kamiński |

## Statistiche

### Statistiche di squadra
| Competizione      | Punti | In casa | In casa | In casa | In casa | In casa | In casa | In trasferta | In trasferta | In trasferta | In trasferta | In trasferta | In trasferta | Totale | Totale | Totale | Totale | Totale | Totale | DR  |
| Competizione      | Punti | G       | V       | N       | P       | Gf      | Gs      | G            | V            | N            | P            | Gf           | Gs           | G      | V      | N      | P      | Gf     | Gs     | DR  |
| ----------------- | ----- | ------- | ------- | ------- | ------- | ------- | ------- | ------------ | ------------ | ------------ | ------------ | ------------ | ------------ | ------ | ------ | ------ | ------ | ------ | ------ | --- |
| 2. Bundesliga     | 36    | 17      | 7       | 3       | 7       | 23      | 22      | 17           | 2            | 6            | 9            | 19           | 37           | 34     | 9      | 9      | 16     | 42     | 59     | -17 |
| Coppa di Germania | -     | 2       | 0       | 1       | 1       | 5       | 6       | 0            | 0            | 0            | 0            | 0            | 0            | 2      | 0      | 1      | 1      | 5      | 6      | -1  |
| Totale            | 36    | 19      | 7       | 4       | 8       | 28      | 28      | 17           | 2            | 6            | 9            | 19           | 37           | 36     | 9      | 10     | 17     | 47     | 65     | -18 |

### Andamento in campionato
| Giornata  | 1  | 2  | 3  | 4  | 5  | 6  | 7  | 8  | 9  | 10 | 11 | 12 | 13 | 14 | 15 | 16 | 17 | 18 | 19 | 20 | 21 | 22 | 23 | 24 | 25 | 26 | 27 | 28 | 29 | 30 | 31 | 32 | 33 | 34 |
| --------- | -- | -- | -- | -- | -- | -- | -- | -- | -- | -- | -- | -- | -- | -- | -- | -- | -- | -- | -- | -- | -- | -- | -- | -- | -- | -- | -- | -- | -- | -- | -- | -- | -- | -- |
| Luogo     | C  | T  | C  | T  | C  | T  | C  | T  | C  | T  | C  | T  | C  | T  | C  | T  | C  | T  | C  | T  | C  | T  | C  | T  | C  | T  | C  | T  | C  | T  | C  | T  | C  | T  |
| Risultato | P  | P  | P  | P  | N  | P  | V  | N  | V  | N  | V  | V  | N  | N  | P  | N  | P  | P  | V  | P  | P  | P  | N  | P  | V  | N  | V  | V  | P  | P  | V  | N  | P  | P  |
| Posizione | 16 | 17 | 18 | 18 | 18 | 18 | 18 | 17 | 16 | 16 | 12 | 11 | 11 | 11 | 11 | 11 | 14 | 16 | 11 | 14 | 14 | 15 | 15 | 17 | 16 | 15 | 15 | 12 | 14 | 14 | 13 | 14 | 14 | 15 |

Legenda:

Luogo: C = Casa; T = Trasferta. Risultato: V = Vittoria; N = Pareggio; P = Sconfitta.

### Statistiche dei giocatori
| Giocatore      | 2. Bundesliga | 2. Bundesliga | 2. Bundesliga | 2. Bundesliga | Coppa di Germania | Coppa di Germania | Coppa di Germania | Coppa di Germania | Totale   | Totale | Totale      | Totale     |
| Giocatore      | Presenze      | Reti          | Ammonizioni   | Espulsioni    | Presenze          | Reti              | Ammonizioni       | Espulsioni        | Presenze | Reti   | Ammonizioni | Espulsioni |
| -------------- | ------------- | ------------- | ------------- | ------------- | ----------------- | ----------------- | ----------------- | ----------------- | -------- | ------ | ----------- | ---------- |
| B. Behrendt    | 16            | 0             | 2             | 0             | 1                 | 1                 | 0                 | 0                 | 17       | 1      | 2           | 0          |
| F. Benković    | 19            | 0             | 2             | 0             | 0                 | 0                 | 0                 | 0                 | 19       | 0      | 2           | 0          |
| T. Bonga       | 13            | 0             | 1             | 0             | 0                 | 0                 | 0                 | 0                 | 13       | 0      | 1           | 0          |
| N. de Medina   | 17            | 0             | 5             | 1             | 1                 | 0                 | 0                 | 0                 | 18       | 0      | 5           | 1          |
| S. Decarli     | 14            | 1             | 1             | 0             | 1                 | 0                 | 0                 | 0                 | 15       | 1      | 1           | 0          |
| A. Donkor      | 32            | 3             | 5             | 1             | 2                 | 0                 | 0                 | 0                 | 34       | 3      | 5           | 1          |
| K. Endo        | 18            | 0             | 2             | 0             | 2                 | 0                 | 0                 | 0                 | 20       | 0      | 2           | 0          |
| J. Fejzić      | 23            | 0             | 2             | 1             | 2                 | 0                 | 0                 | 0                 | 25       | 0      | 2           | 1          |
| L. Gechter     | 5             | 0             | 1             | 0             | 0                 | 0                 | 0                 | 0                 | 5        | 0      | 1           | 0          |
| B. Henning     | 25            | 1             | 4             | 0             | 1                 | 1                 | 1                 | 0                 | 26       | 2      | 5           | 0          |
| R. Hoffmann    | 12            | 0             | 2             | 0             | 0                 | 0                 | 0                 | 0                 | 12       | 0      | 2           | 0          |
| M. Ibrahimi    | 2             | 0             | 0             | 0             | 0                 | 0                 | 0                 | 0                 | 2        | 0      | 0           | 0          |
| L. Ihorst      | 11            | 0             | 0             | 0             | 2                 | 0                 | 0                 | 0                 | 13       | 0      | 0           | 0          |
| F. Kaufmann    | 34            | 3             | 4             | 0             | 2                 | 0                 | 0                 | 0                 | 36       | 3      | 4           | 0          |
| N. Kijewski    | 17            | 0             | 3             | 0             | 2                 | 0                 | 0                 | 0                 | 19       | 0      | 3           | 0          |
| E. Kischka     | 0             | 0             | 0             | 0             | 0                 | 0                 | 0                 | 0                 | 0        | 0      | 0           | 0          |
| R. Krauße      | 29            | 1             | 9             | 0             | 2                 | 0                 | 1                 | 0                 | 31       | 1      | 10          | 0          |
| H. Kuruçay     | 16            | 0             | 3             | 0             | 0                 | 0                 | 0                 | 0                 | 16       | 0      | 3           | 0          |
| L. Kökelsum    | 0             | 0             | 0             | 0             | 0                 | 0                 | 0                 | 0                 | 0        | 0      | 0           | 0          |
| L. Lauberbach  | 34            | 4             | 1             | 0             | 2                 | 1                 | 1                 | 0                 | 36       | 5      | 2           | 0          |
| J. Marx        | 25            | 0             | 5             | 0             | 1                 | 0                 | 0                 | 0                 | 26       | 0      | 5           | 0          |
| M. Multhaup    | 30            | 2             | 2             | 0             | 1                 | 1                 | 1                 | 0                 | 31       | 3      | 3           | 0          |
| J. Nikolaou    | 30            | 1             | 12            | 0             | 1                 | 0                 | 1                 | 0                 | 31       | 1      | 13          | 0          |
| Y. Otto        | 0             | 0             | 0             | 0             | 0                 | 0                 | 0                 | 0                 | 0        | 0      | 0           | 0          |
| E. Peña        | 5             | 0             | 0             | 0             | 0                 | 0                 | 0                 | 0                 | 5        | 0      | 0           | 0          |
| I. Pherai      | 27            | 9             | 5             | 0             | 2                 | 1                 | 1                 | 0                 | 29       | 10     | 6           | 0          |
| M. Schultz     | 9             | 0             | 2             | 0             | 2                 | 0                 | 1                 | 0                 | 11       | 0      | 3           | 0          |
| P. Strompf     | 5             | 0             | 2             | 0             | 0                 | 0                 | 0                 | 0                 | 5        | 0      | 2           | 0          |
| A. Ujah        | 29            | 10            | 3             | 0             | 1                 | 0                 | 0                 | 0                 | 30       | 10     | 3           | 0          |
| D. Wiebe       | 18            | 2             | 3             | 0             | 2                 | 0                 | 0                 | 0                 | 20       | 2      | 3           | 0          |
| M. Wintzheimer | 14            | 3             | 1             | 0             | 0                 | 0                 | 0                 | 0                 | 14       | 3      | 1           | 0          |